# 慣性系の引きずり
慣性系の引きずり（かんせいけいのひきずり、英: Frame-dragging）とは、質量を有する物体が回転する時に周囲の空間が引きずられるように歪む現象。

## 概要
一般相対性理論の現象でアルベルト・アインシュタインによって予測されたが長らく検証手段がなかったため、その存在を検証することが出来なかった。天体により生じる時空の湾曲として重力を記述するこの理論は、回転する質量が糖蜜中に置かれた回転コマのようにその周囲の空間を引きずることも予言する。レンズ・サーリング効果として知られる現象は1918年にオーストリアの物理学者であるJosef LenseとHans Thirringによって予測された。長らく検証手段がなかったが、I CiufoliniとE C Pavlisは、レーザー測距装置を用いてNASAの2つの衛星LAGEOSとLAGEOS2の軌道を11年にわたり数mmの精度で記録することにより、この引きずり効果を観測したことで衛星の位置が毎年3 m以下の距離だけずれていくことが判明した。後に微小な天文学的摂動をはるかに高精度に測定するために設計されたNASAのGravity Probe Bによって詳細に調査された。